# 田中城 (肥後国)
田中城（たなかじょう）は、熊本県玉名郡和水町和仁にあった日本の城。別名和仁城。中世に熊本県旧三加和町一帯を支配した肥後国の国人和仁氏が本拠とした。天正15年（1587年）に発生した肥後国人一揆において、最後まで抗戦を続けた城のひとつである。
「田中城跡」の名称で国の史跡に指定されている。

## 構造
和仁川の東側に接する小山に築城され、規模は総面積約8万平方メートルと推定されている。
主郭の平坦部は50m×42mの楕円形で、城周辺の水田からの比高は47mある。実戦向きの城で、一万余の軍勢を相手に千人足らずの守兵で38日の籠城戦に堪えた。本丸を取り囲む空堀のほか捨て曲輪跡・建物跡・井戸跡などが良く保存されている。

## 歴史
肥後国では菊池氏が衰退した後、戦国期は国人割拠状態が続き和仁氏も肥後国の国人の一つだった。和仁氏は古代豪族和珥氏の末裔とされるが和仁氏が滅んでしまったため、何時から肥後に土着したかその歴史は不明である。
九州征伐後の天正15年（1587年）6月、豊臣秀吉により佐々成政が肥後国主に任じられ検地を行おうとしたが肥後の国人は服さず、翌月には隈部親永が兵を挙げて肥後国人一揆が始まった。和仁氏当主の和仁親実もこの動きに呼応し、弟の親範と親宗および姉婿の辺春親行と共に田中城の守備を固めた。佐々成政は肥後の各地で離反した国人を単独で鎮圧できず援兵を請い、豊臣秀吉は同年9月、西国大名に出兵を命じ一揆の鎮圧に向かわせた。
田中城に対しては、小早川秀包を主将として、安国寺恵瓊・鍋島直茂・立花宗茂・筑紫広門など計一万余の軍勢が振り向けられ10月28日に到着。城の周囲に二重の柵を築いて包囲戦に入った。和仁氏は十倍する攻め手からよく城を守ったが、安国寺恵瓊による内応工作もあり、12月5日ついに落城して和仁氏は滅ぼされた。

## 現状
昭和61年（1986年）に熊本県の史跡指定を受け本格的な発掘調査が始まった。平成元年（1989年）、山口県文書館『毛利家文庫』から攻城戦の様子を描いた絵図『辺春和仁仕寄陣取図』が発見され、攻城側の部署や軍令が明らかになると共に、図に描かれた城の構造が発掘結果とよく合致することが確認された。これにより戦国期の歴史を知る上で貴重な遺構であるとして2002年（平成14年）3月に国の史跡に指定された。

## 映像作品
平成14年（2002年）、地元の三加和町によって、田中城の攻防戦を描いた映画『おんな国衆一揆』（監督：三池崇史）が製作された。この作品は熊本県の史跡を舞台とした『熊本物語』の第三部に当たり、当時の潮谷義子熊本県知事も高台院役で特別出演している。

## アクセス
- 玉名駅もしくは新玉名駅から九州産交バス南関行きに乗車し終点「南関上町」下車、タクシーで13分。
- 大牟田駅もしくは新大牟田駅から西鉄バス南関町役場行きに乗車し終点下車、タクシーで13分。
- 九州自動車道南関インターチェンジより県道4号線を車で約15分（7km）。